# 彼得·瓦瑟謝德
彼得·瓦瑟謝德（德語：Peter Wasserscheid；1970年10月23日—）是一名德國化學家，出生於維爾茨堡，在埃朗根-紐倫堡大學教授化學反應工程。他與馬蒂亞斯·貝勒一起在2006年獲得了戈特弗里德·威廉·萊布尼茨獎。